# 札幌市立日新小学校
札幌市立日新小学校（さっぽろしりつ にっしんしょうがっこう）は北海道札幌市中央区にある公立小学校である。
1952年（昭和27年）、山鼻小学校と桑園小学校から児童を迎えて創立したときは、木造の校舎であった。
校名は四書のひとつ『大学』の一節に由来し、毎年度の初めには配布物などを通じて保護者にも命名の経緯を説明している。
ソニー理科教育振興優良校や努力校に選定されたことがある。
長谷川演による、「ショップデザイン」というインテリアデザインの授業が6年生にある。
異学年交流を目的とした、縦割り班の「ゆう班活動」を定時行っている。